# سیارک ۴۵۷۵
سیارک ۴۵۷۵ (به انگلیسی: 4575 Broman، نامگذاری:1987ME1) چهار هزار و پانصد و هفتاد و پنجمین سیارک کشف شده‌است که در ۲۶ ژوئن ۱۹۸۷ کشف شد.
قدر مطلق سیارک برابر ۱۱٫۴۰ است.